# Архангельск
Арха́нгельск — город в России, пятый по численности населения в Северо-Западном федеральном округе после Санкт-Петербурга, Калининграда, Вологды и Череповца. Расположен в устье Северной Двины, в 30—35 километрах от впадения её в Белое море. Административный центр Архангельской области и Приморского муниципального района. Город областного значения, образует муниципальное образование город Архангельск со статусом городского округа.
Один из крупных городов на севере европейской России (Архангельская, Мурманская, Вологодская области, республики Коми и Карелия). Население — 294 914 чел. (2025).

## Этимология
В первые десятилетия существования город называли Новый город, Новые Холмогоры, Новый Холмогорский город. Эти названия были связаны с тем, что к создаваемому городу перешла от села Холмогоры роль главного порта на Северной Двине. Сами жители создаваемого города называли его по монастырю — «Архангельский город», a с 1613 года это название было принято и в качестве официального (отсюда и сохранившийся до наших дней этнохороним «архангелогородцы»). Со временем название города закрепилось в употреблении в форме Архангельск.

## История

### Основание
Михаило-Архангельский монастырь на мысе Пур-Наволоке впервые упоминается в летописи в 1419 году, когда он был опустошён норвежцами (мурманами).
В 1553 году англичанин Ричард Ченслер приплыл по Белому морю к селу Нёнокса на Летнем берегу, а затем к Николо-Корельскому монастырю на острове Ягры (ныне территория города Северодвинска). С этого времени начала бурно развиваться торговля с англичанами и голландцами в устье Северной Двины. В связи с угрозой нападения Швеции 14 марта 1583 года Иваном Грозным был подписан указ, предписывавший построить на мысе Пур-Наволоке крепость (Архангельский кремль).
Основан по указу Ивана Грозного как слобода Михайло-Архангельского монастыря. В 1584 году, который считается годом основания города, воеводы «одним годом … поставили город круг Архангельского монастыря» и острог. Образовавшееся поселение получило название Новохолмогоры. Напротив крепости на двинском берегу выстроили корабельную пристань.
С конца 80-х годов XVI века поселение Новохолмогоры стало центром русской внешней торговли, приносившим до 61 % доходов государственной казны. 26 марта (5 апреля) 1596 года новый город на Двине впервые был назван Архангельским городом по находившемуся в нём монастырю, а с 1 (11) августа 1613 года это название было утверждено в связи с официальным решением об административной самостоятельности города Архангельска от Холмогор.
Рост торговли сопровождался развитием города. Плотная деревянная застройка была причиной множества пожаров, в одном из которых, в 1637 году, сгорел давший название городу Михайло-Архангельский монастырь.
Активная деятельность международного торгового порта способствовала во второй половине XVII века изменению традиционной структуры того средневекового русского города, каким он был в течение первого столетия своего существования. Его центром стал порт, у которого появилась и собственная флотилия. Прежний центр — деревянный острог потерял часть своих административных функций, так как приказная изба была переведена из него в «каменный город». К концу XVII века и в последующем столетии Архангельск рос вдоль Двины.
С началом Северной войны Белое море стало для России единственным безопасным торговым путём в Западную Европу. В связи с этим выросла производственная активность Соломбальской верфи. Для защиты города, порта и верфи с начала 1701 года началось строительство Новодвинской крепости. В первый же год своего существования крепость оправдала своё предназначение, отразив нападение шведского отряда кораблей. В дальнейшем укрепления Архангельска с моря обновлялись и укреплялись при ухудшении отношений с Швецией, особенно масштабно в 1790, 1800—1801 годах.
В 1708 году в числе 8 губерний Российской империи была образована Архангелогородская губерния, город стал центром губернии. Первым губернатором был назначен двинской воевода П. А. Голицын.
Начиная с 1713 года царь Пётр I своими указами начал стеснять торговлю через Архангельск, фактически жертвуя его интересами в пользу нового балтийского порта Санкт-Петербурга. Сюда он разрешил ввозить только такое количество товаров, которое было необходимо «для прокорма населения». В 1718 году Пётр I издал указ, запрещавший экспорт хлеба и импорт большей части заграничных товаров через Архангельск.

### В составе Российской империи
В правление Екатерины II снимаются ограничения на внешнюю торговлю через северные ворота России, но город уже не смог вернуть себе статус главного порта страны.
В период наполеоновских войн и в связи с континентальной блокадой Великобритании в 1807—1813 годах Архангельск испытал новый экономический подъём, так как являлся единственным в России портом, куда могли поступать британские товары. Город продолжал оставаться одним из крупных кораблестроительных центров.
В конце XIX — начале XX века Архангельск превратился в крупнейший лесопромышленный и лесоэкспортный центр страны.
Город также служил важной базой для освоения Арктики и налаживания судоходства по Северному морскому пути. От причалов порта отправилось свыше двухсот полярных исследовательских экспедиций, в том числе В. Я. Чичагова, Ф. П. Литке, В. А. Русанова, П. К. Пахтусова, Г. Я. Седова.
В 1915 году при управлении Архангельского торгового порта открыто ледокольное бюро, в составе которого было 13 ледоколов и ледокольных судов, положивших начало ледокольной флотилии. Эти суда в зимнюю навигацию обеспечивали проводку судов от горла Белого моря в Архангельск. В годы первой мировой войны через Архангельский порт шёл огромный поток военных грузов в Россию от союзных держав Антанты.
С основанием в 1916 году на берегу незамерзающего Кольского залива порта Мурманска, куда со временем были перенесены рыбообрабатывающие и судоремонтные предприятия, город потерял своё уникальное значение главного северного порта.
- Вид города на иконе 1741 г.
- Новодвинская крепость в 1711 г.
- Подробная карта устья Двины из «Атласа Белого моря» (1833)
- Часть набережной с церковью Святой Троицы (1826)
- План Архангельска (1890)

### В составе Советского государства
Во время Гражданской войны стал опорой формирования Северной белой армии под командованием генерала Миллера и центром иностранной интервенции. В это время Архангельск являлся столицей Северной области. Взят в 1920 году частями Красной Армии. 
Постановлением Президиума ВЦИК «Об образовании на территории РСФСР административно-территориальных объединений краевого и областного значения» от 14 января 1929 года с 1 октября 1929 года образован Северный край с центром в городе Архангельске.
Несмотря на идеологию советского государства и религиозные коннотации названия города, менять его не стали. Тем не менее советский период ознаменовался разрушением и сносом многих памятников древней архитектуры. Уничтожено было свыше десятка храмов, включая старейшие здания города: Архангельский монастырь с собором 1685—1689 гг., Рождественская церковь 1696—1712 гг., Воскресенская церковь 1699—1715 гг., Троицкий кафедральный собор 1709—1743 гг., Успенская церковь 1744 г. и Преображенский морской собор на острове Соломбала. Большая часть товаропотока переместилась в незамерзающий порт Ленинграда, Архангельск, в основном, использовался как промышленный порт по экспорту лесоматериалов, производившихся в северных лагерях ГУЛАГа. В 1939 году Архангельск стал закрытым городом, а в 1940 году тут разместился штаб Архангельского военного округа.
В военные годы Архангельск с Мурманском и Молотовском являлся одними из главных портов, принимавших грузы стран-союзниц по ленд-лизу. Материалы на общую сумму 11,3 млрд — для СССР (138,31 млрд долларов в ценах 2008 года) были отправлены получателям. Военная зима 1941—1942 годов выдалась суровой, навигация началась тяжело. Подготовка и обустройство причалов в Архангельске и Молотовске шли спешным порядком. В декабре прибыли помощники командующего военно-морских сил США, чтобы организовать постоянные американские миссии на местах приёма грузов. Возглавил их работу помощник атташе Филипп Уорчелл. К зиме 1942—1943 годов положение на северных направлениях резко ухудшилось. Враг стремился перерезать Кировскую железную дорогу, сухопутная связь с Мурманском тогда бы прервалась. По указанию советского правительства и наркома ВМФ Николая Кузнецова основными получателями грузов по ленд-лизу стали Архангельск и Молотовск.
Стремясь сорвать поставку военных грузов в СССР, немецкая авиация с 1941 по 1944 год совершала разведывательные и бомбардировочные налёты одиночными самолётами и мелкими группами на Архангельск (первый одиночный самолёт появился над городом 30 июня 1941 года). В августе-сентябре 1942 года немецкая авиация предприняла несколько массированных авианалётов на Архангельск, в ходе которых было разрушено свыше 40 различных промышленных объектов и построек (в том числе канатная и трикотажная фабрики, железнодорожная станция), сильно повреждён судостроительный завод «Красная кузница», уничтожены 215 жилых домов (на кварталы деревянной застройки немцы сбрасывали зажигательные бомбы и даже производили вылив горючей смеси). По официальным советским данным, в городе от бомбёжек и пожаров погибли 148 человек, 126 человек получили ранения и контузии. Но важнейший объект — Архангельский морской порт — получил лишь незначительные повреждения и продолжил работу.
Условия жизни в городе в военное время были тяжёлые: в связи с переориентацией почти всего промышленного производства СССР на нужды фронта и резким сокращением рыболовного флота возник дефицит даже в жизненно необходимых продуктах питания. В первую военную зиму резко выросло число заболевших цингой, пеллагрой, рахитом, а вслед за ними и смертность. От голода в городе умерли 28 тысяч человек. Начиная с 1942 года была организована заготовка в промышленных масштабах альтернативных продуктов — жир и мясо тюленей, мясо морских птиц, морские водоросли, лесные и болотные ягоды и т. д., что снизило остроту продовольственной проблемы в городе.
В 1956 году был открыт Кузнечевский мост, соединивший центр Архангельска с Соломбалой. Через 8 лет открыли Северодвинский мост, соединивший центр Архангельска с левоборежной частью города.
В 1984 году Архангельск награждён орденом Ленина.

### Постсоветский период
В 1990-е годы город пережил тяжёлый экономический кризис; население города сократилось на 70 тысяч человек.
В 2000-х в Архангельске появилась первая пешеходная улица — проспект Чумбарова-Лучинского. В 2004 году прекратил существование архангельский трамвай, а ещё через 4 года — архангельский троллейбус.
В марте 2004 года нетрезвым слесарем был взорван жилой дом на проспекте Советских Космонавтов, 58 человек погибло.
В 2009 году открылся после ремонта театр драмы им. М. В. Ломоносова, проведён ремонт старого здания и постройка нового здания театра кукол.
В 2010—2012 годах основные образовательные учреждения высшего образования в Архангельской области объединены, согласно распоряжению Правительства РФ от 7 апреля 2010 года, в Северный (Арктический) федеральный университет имени М. В. Ломоносова.
В 2012 году в Архангельске закрылись: лесозавод № 2, ЛДК имени Ленина (Лесозавод № 3); в 2013 — Соломбальский целлюлозно-бумажный комбинат.
Архангельск оставался самым крупным городом Земли (современным) с деревянной застройкой; при этом, на 2011 г. из 3956 многоквартирных деревянных домов 1357 — ветхие (также в городе сохраняются около 3500 жилых бараков, из которых аварийны около 900).
В 2010-х годах историческая деревянная застройка города стала гибнуть в пожарах, в которых дознаватели МЧС России выявили признаки поджога.

## Символика

### Герб Архангельска
Герб Архангельска был утверждён в 1780 году. Его описание гласило:
В золотом поле щита виден летящий Архангел, который вооружён пламенным мечом и щитом и поражает поверженного дьявола
Исторический герб города, не использовавшийся в советское время, был восстановлен 10 октября 1989 года решением 11 й сессии Архангельского горсовета.

### Гимн Архангельска
Гимн Архангельска — песня «Мы любим тебя, Архангельск» принят депутатами Архангельского городского совета 13 марта 2006 года. Гимн написан московскими поэтом Симоном Осиашвили и композитором Александром Левшиным.

## Почётные звания и награды
Орден Ленина
10 мая 1984 года Архангельск награждён орденом Ленина.
В указе Президиума Верховного Совета СССР отмечено, что этой награды город удостоен «за большой вклад в развитие морского флота, освоение северных районов страны, заслуги трудящихся города в Великой Отечественной войне, успехи в хозяйственном и культурном строительстве и в связи с 400-летием со времени основания».
Город воинской славы
5 декабря 2009 года Президент России Д. А. Медведев подписал указ о присвоении городу Архангельску почётного звания Город воинской славы. Принимали почётную грамоту мэр Архангельска Виктор Николаевич Павленко, председатель клуба кавалеров ордена Славы Архангельской области Серафим Степанович Несмелов и член военно-патриотического объединения средней школы № 55 Илья Дмитриевич Вашута.
31 августа 2011 года в память о присвоении звания на набережной Северной Двины установлена стела.
Архангельский морской торговый порт за «заслуги в обеспечении Советской Армии и Военно-Морского флота в годы войны» 4 мая 1985 года награждён орденом Отечественной войны I степени.

## Физико-географическая характеристика

### Географическое положение
Город расположен в устье Северной Двины в 30—35 километрах от впадения её в Белое море. Архангельск находится на равнинной местности. Высота над уровнем моря: 7 метров. Территория городского округа Архангельск составляет 29 442 га (294,42 км²). Городские набережные протянулись вдоль речных рукавов на 35 км.
| С-З | Кандалакша ~ 1395 км Мурманск ~ 1770 км         |                                  |                     | С-В |
| З   | Оулу ~ 1760 км Северодвинск ~ 35 км             | Роза ветров                      | Ухта ~ 1136 км      | В   |
| Ю-З | Петрозаводск ~ 942 км Санкт-Петербург ~ 1144 км | Вологда ~ 796 км Москва ~ 1226км | Челябинск ~ 2141 км | Ю-В |

### Климат
Климат города субарктический, с продолжительной умеренно холодной зимой и коротким прохладным летом. Он формируется под воздействием северных морей и переносов воздушных масс с Атлантики в условиях малого количества солнечной радиации. Средняя температура января: −11,6 °C, июля: +16,5 °C. За год выпадает 636 мм осадков. Среднегодовая температура: +1,9 °C.
Для Архангельска характерны частые перемены погоды, высокая влажность воздуха и большое количество дней с осадками. При вторжении холодного воздуха со стороны Сибири зимой возможны морозы до −30 °C, в то же время иногда бывают оттепели. Летом при вторжении горячей воздушной массы со стороны степей Казахстана возможна жара до +30…35 °C, в то же время летом в ночное время возможны заморозки.
Максимальная температура в Архангельске +34,4 °C была зафиксирована 13 июля 1972 года. Минимальная температура −45,2 °C зафиксирована 8 января 1885 года.
| Показатель                    | Янв.  | Фев.  | Март  | Апр.  | Май   | Июнь | Июль | Авг. | Сен. | Окт.  | Нояб. | Дек.  | Год   |
| ----------------------------- | ----- | ----- | ----- | ----- | ----- | ---- | ---- | ---- | ---- | ----- | ----- | ----- | ----- |
| Абсолютный максимум, °C       | 5     | 5,2   | 12,3  | 25,3  | 32,1  | 33   | 34,4 | 33,4 | 27,7 | 18,3  | 10    | 5,8   | 34,4  |
| Средний суточный максимум, °C | −8,4  | −7,1  | −1,1  | 5,6   | 13,1  | 18,7 | 22,1 | 18,6 | 12,8 | 5,0   | −1,9  | −5,3  | 6,0   |
| Средняя температура, °C       | −11,6 | −10,7 | −5,5  | 0,8   | 7,5   | 13,1 | 16,5 | 13,6 | 8,8  | 2,5   | −4,2  | −8,2  | 1,9   |
| Средний суточный минимум, °C  | −15,2 | −14,4 | −9,7  | −3,4  | 2,5   | 7,7  | 11,5 | 9,3  | 5,6  | 0,4   | −6,7  | −11,3 | −2    |
| Абсолютный минимум, °C        | −45,2 | −41,2 | −37,1 | −27,3 | −13,7 | −3,9 | −0,5 | −4,1 | −7,5 | −21,1 | −36,1 | −43,2 | −45,2 |
| Среднее число дней с осадками | 27    | 24    | 23    | 18    | 20    | 18   | 19   | 20   | 21   | 26    | 28    | 29    | 273   |
| Норма осадков, мм             | 42    | 32    | 31    | 32    | 48    | 65   | 75   | 82   | 62   | 68    | 51    | 48    | 636   |
| Средняя влажность, %          | 85    | 84    | 80    | 72    | 68    | 69   | 75   | 81   | 85   | 88    | 89    | 87    | 80    |
| Источник:                     |       |       |       |       |       |      |      |      |      |       |       |       |       |

| Показатель                                                   | Янв.  | Фев.  | Март  | Апр.  | Май  | Июнь | Июль | Авг. | Сен. | Окт.  | Нояб. | Дек.  | Год   |
| ------------------------------------------------------------ | ----- | ----- | ----- | ----- | ---- | ---- | ---- | ---- | ---- | ----- | ----- | ----- | ----- |
| Абсолютный максимум, °C                                      | 3,2   | 4,7   | 12,3  | 20,6  | 32,3 | 33,0 | 33,8 | 31,3 | 24,6 | 15,6  | 10,0  | 4,2   | 33,8  |
| Средний суточный максимум, °C                                | −9,2  | −6,8  | −1,3  | 5,8   | 15,1 | 18,8 | 23,0 | 19,6 | 13,7 | 4,9   | −0,7  | −5,5  | 6,5   |
| Средняя температура, °C                                      | −12,4 | −10,2 | −5,8  | 1,1   | 9,0  | 13,2 | 17,3 | 14,4 | 9,6  | 2,5   | −2,7  | −8,1  | 2,3   |
| Средний суточный минимум, °C                                 | −15,9 | −13,6 | −10,3 | −2,9  | 3,5  | 7,8  | 12,0 | 9,9  | 6,1  | 0,4   | −4,9  | −11   | −1,6  |
| Абсолютный минимум, °C                                       | −41,3 | −36,2 | −32,2 | −19,2 | −6,6 | −2,3 | 0,6  | −1,4 | −4,4 | −18,2 | −31,3 | −33,6 | −41,3 |
| Норма осадков, мм                                            | 41    | 31    | 30    | 36    | 34   | 68   | 78   | 99   | 55   | 65    | 48    | 46    | 631   |
| Источник: Погода и климат (компиляция данных с метеостанции) |       |       |       |       |      |      |      |      |      |       |       |       |       |

Естественное освещение
| Время местное, MSK (UTC+3)              | 20 марта | 21 июня | 23 сентября | 22 декабря |
| --------------------------------------- | -------- | ------- | ----------- | ---------- |
| Начало утренних гражданских сумерек     | 5:32     | —       | 5:15        | 8:57       |
| Восход Солнца                           | 6:19     | 1:34    | 6:03        | 10:20      |
| Закат Солнца                            | 18:33    | 23:05   | 18:16       | 14:13      |
| Завершение вечерних гражданских сумерек | 19:22    | —       | 19:05       | 15:36      |

Белые ночи с 17 мая по 26 июля, когда Солнце, хоть и заходит за горизонт, но не опускается ниже 6°, то есть наблюдаются только гражданские сумерки. В этот период при ясной погоде естественное освещение позволяет круглосуточно выполнять большинство видов работ, в том числе читать.
Полярная ночь и полярный день в городе не наблюдаются.

### Часовой пояс
Архангельск находится в часовой зоне МСК (московское время). Смещение применяемого времени относительно UTC составляет +3:00.
В соответствии с применяемым временем и географической долготой средний солнечный полдень в Архангельске наступает в 12:18.

## Административно-территориальное деление
Город делится на 9 территориальных округов:
| Округ             | Население, 2021 г. |
| ----------------- | ------------------ |
| Варавино-Фактория | ↘31 008            |
| Исакогорский      | ↘18 823            |
| Ломоносовский     | ↘62 575            |
| Маймаксанский     | ↘17 861            |
| Октябрьский       | ↘72 615            |
| Майская Горка     | ↘41 903            |
| Северный          | ↘16 545            |
| Соломбальский     | ↘31 933            |
| Цигломенский      | ↘7936              |

## Население
| 1678     | 1782     | 1786     | 1796     | 1811     | 1817     | 1834     | 1840     | 1856     | 1861     | 1863     | 1867     |
| -------- | -------- | -------- | -------- | -------- | -------- | -------- | -------- | -------- | -------- | -------- | -------- |
| 465      | ↗12 100  | ↘8799    | ↘7712    | ↗11 000  | ↗14 837  | ↘1105    | ↗9600    | ↗15 200  | ↗25 566  | ↘20 200  | ↘19 178  |
| 1884     | 1885     | 1895     | 1897     | 1913     | 1917     | 1918     | 1920     | 1923     | 1926     | 1928     | 1931     |
| ↘17 760  | ↘16 944  | ↗17 328  | ↗20 882  | ↗43 388  | ↗65 572  | ↘48 156  | ↘45 266  | ↗53 300  | ↗75 474  | ↘71 900  | ↗128 647 |
| 1933     | 1935     | 1937     | 1939     | 1956     | 1959     | 1962     | 1967     | 1970     | 1973     | 1975     | 1976     |
| ↗194 300 | ↗230 000 | ↗243 590 | ↗284 570 | ↘238 000 | ↗256 309 | ↗276 000 | ↗310 000 | ↗342 590 | ↗362 000 | ↗371 000 | →371 000 |
| 1979     | 1983     | 1985     | 1986     | 1987     | 1989     | 1990     | 1991     | 1992     | 1993     | 1994     | 1995     |
| ↗385 028 | ↗400 000 | ↗407 000 | ↘406 000 | ↗416 000 | ↘415 921 | ↘391 000 | ↗420 000 | ↘414 000 | ↘411 000 | ↘407 000 | ↘377 000 |
| 1996     | 1997     | 1998     | 1999     | 2000     | 2001     | 2002     | 2003     | 2004     | 2005     | 2006     | 2007     |
| ↘375 000 | ↘371 000 | ↘369 000 | ↘366 200 | ↘361 800 | ↘358 500 | ↘356 051 | ↘356 000 | ↘353 300 | ↘351 600 | ↘349 800 | ↘348 600 |
| 2008     | 2009     | 2010     | 2011     | 2012     | 2013     | 2014     | 2015     | 2016     | 2017     | 2018     | 2019     |
| ↗348 700 | ↘348 305 | ↗348 783 | ↘348 576 | ↗349 533 | ↗350 985 | ↘350 368 | ↗350 982 | ↗351 226 | ↗351 488 | ↘349 742 | ↘348 343 |
| 2020     | 2021     | 2023     | 2024     | 2025     |          |          |          |          |          |          |          |
| ↘346 979 | ↘301 199 | ↘298 617 | ↘296 665 | ↘294 914 |          |          |          |          |          |          |          |

На 1 января 2025 года по численности населения город находился на 67-м месте из 1124 городов Российской Федерации.
В динамике численности населения Архангельска существует два значительных спада: во время Великой Отечественной войны и после распада СССР. С начала 1990-х и до 2007 года из-за миграции и отрицательного естественного прироста численность населения города непрерывно уменьшалась. Но с 2007 года, из-за уменьшения смертности и повышении рождаемости, а также благодаря притоку населения из деградирующих сельских районов области численность населения города стала уменьшаться более низкими темпами.
Снижение численности населения города между 1989 и 2002 годами связано не только естественной убылью и миграцией, но и с более достоверным учётом численности населения. В советское время в население города включалось население многих закрытых военных городков по всей территории Архангельской области, причём находящихся не только вблизи города, но даже на побережье Северного Ледовитого океана (также включалось население города Мирного). В 1990-е годы эта практика была прекращена, после чего несколько десятков тысяч человек «исчезли» из города.
Архангельск дважды отмечал рождение 400-тысячного жителя (и при этом его население с 2023 года — менее 300 тысяч). Первый раз это произошло 3 декабря 1972 года. Однако в 1977 году из состава города был исключён посёлок Первомайский (Архбум) с населением порядка 40 тысяч человек, который стал отдельным городом областного подчинения — Новодвинском. В результате население стало меньше 400 тысяч. Оно продолжало расти, и в середине 1980-х годов снова торжественно отметили рождение 400-тысячного архангелогородца, но в результате исключения из численности населения Архангельска военных городков (см. выше), население города опять оказалось меньше на 40 тысяч.
Гендерный состав
Мужчин — 45,0 %, женщин — 55,0 %.
Национальный состав
| Народ         | 2002, чел.        | 2010, чел.          | 2021, чел. |
| ------------- | ----------------- | ------------------- | ---------- |
| Русские       | 339.386 (95,15 %) | ↘ 330.656 (94,19 %) | -          |
| Украинцы      | 7.094 (1,99 %)    | ↘ 4.404 (1,25 %)    | -          |
| Белорусы      | 2.920 (0,82 %)    | ↘ 1.581 (0,45 %)    | -          |
| Азербайджанцы | 1.318 (0,37 %)    | ↘ 1.151 (0,33 %)    | -          |
| Татары        | 1.018 (0,29 %)    | ↘ 633 (0,18 %)      | -          |
| Чуваши        | 518 (0,14 %)      | ↘ 352 (0,1 %)       | -          |
| Армяне        | 401 (0,11 %)      | ↘ 322 (0,09 %)      | -          |
| Коми          | 382 (0,11 %)      | ↘ 280 (0,08 %)      | -          |
| Индийцы       | 4 (<0,01 %)       | ↗ 185 (0,05 %)      | -          |
| Немцы         | 314 (0,09 %)      | ↘ 183 (0,05 %)      | -          |
| Молдаване     | 282 (0,08 %)      | ↘ 176 (0,05 %)      | -          |
| Евреи         | 242 (0,07 %)      | ↘ 147 (0,04 %)      | -          |
| Грузины       | 184 (0,05 %)      | ↘ 146 (0,04 %)      | -          |
| Ненцы         | 125 (0,03 %)      | ↗ 126 (0,03 %)      | -          |
| Мордва        | 205 (0,06 %)      | ↘ 112 (0,03 %)      | -          |
| Остальные     | 1.955 (0,55 %)    | ↘ 1.499 (0,42 %)    | -          |
| Не указано    | 335 (0,09 %)      | ↗ 9.086 (2,59 %)    | -          |
| Всего         | 356.683           | 351.039             | -          |

По итогам переписи населения 2020 года проживали следующие национальности (национальности менее 0,1 % и другое, см. в сноске к строке «Другие»):
| Национальность | Численность, чел. | Доля     |
| -------------- | ----------------- | -------- |
| Русские        | 187 048           | 62,10 %  |
| Украинцы       | 1197              | 0,40 %   |
| Поморы         | 627               | 0,21 %   |
| Белорусы       | 480               | 0,16 %   |
| Азербайджанцы  | 424               | 0,14 %   |
| Таджики        | 312               | 0,10 %   |
| Другие         | 111 111           | 36,89 %  |
| Итого          | 301 199           | 100,00 % |

## Органы власти

### Городские
Структуру органов местного самоуправления муниципального образования город Архангельск составляют:
- представительный орган — Архангельская городская дума[99]
- глава городской администрации — глава муниципального образования город Архангельск. До 1 января 2016 года — мэр города Архангельска.
- администрация города — администрация муниципального образования город Архангельск. До 1 января 2016 года — мэрия города Архангельска.

### Районные
В городе также расположены органы власти Приморского муниципального района Архангельского области:
- собрание депутатов,
- глава района, избираемый жителями сроком на 5 лет,
- администрация района,
- контрольно-счётная палата района.

### Областные
В городе находятся все законодательные, исполнительные и судебные органы власти Архангельской области. Правительство и администрация губернатора расположены в здании на Троицком проспекте, 49, рядом с ним, на площади Ленина, 1, Архангельское областное Собрание депутатов; Архангельский областной суд — на улице Карла Маркса, арбитражный суд — на улице Логинова.
- Здание Правительства Архангельской области
- Архангельское областное собрание депутатов
- Архангельский областной суд

### Федеральные
В Архангельске находятся представительства федеральных органов власти на территории Архангельской области:
- прокуратура Архангельской области[100],
- следственное управление Следственного комитета РФ[101],
- управление Министерства внутренних дел РФ по Архангельской области,
- главное управление МЧС России по Архангельской области
- военный комиссариат Архангельской области,
- Архангельская таможня Северо-Западного таможенного управления Федеральной таможенной службы[102],
- отделение Пенсионного фонда РФ,
- управление федеральной почтовой связи — филиал ФГУП «Почта России»,
- региональное отделение Фонда социального страхования РФ,

а также управления по Архангельской области ряда федеральных министерств и департаментов, управления и территориальные отделы федеральных служб, управления ряда федеральных агентств.

### Главы города
| Наименование должности        | Имя, фамилия       | Годы управления |
| ----------------------------- | ------------------ | --------------- |
| Председатель горисполкома     | Ярослав Ткачук     | 1965-1967       |
| Председатель горисполкома     | Борис Зорихин      | 1967-1970       |
| Председатель горисполкома     | Станислав Викторов | 1970-1975       |
| Председатель горисполкома     | Игорь Орлов        | 1975-1977       |
| Председатель горисполкома     | Алексей Пушкин     | 1977-1985       |
| Председатель горисполкома     | Станислав Потемкин | 1985-1990       |
| Председатель исполкома        | Григорий Перфилов  | 1990-1991       |
| Главы городской администрации | Анатолий Бронников | 1991-1993       |
| Главы городской администрации | Валентин Власов    | 1993-1994       |
| Главы городской администрации | Владимир Котлов    | 1994-1994.      |
| Главы городской администрации | Владимир Герасимов | 1994-1996       |
| Мэр города                    | Павел Балакшин     | 1996-2000       |
| Мэр города                    | Олег Нилов         | 2000-2005       |
| Мэр города                    | Александр Донской  | 2005-2008.      |
| Мэр города                    | Виктор Павленко    | 2008-2015       |
| Глава городского округа       | Святослав Чиненов  | 2015-2015       |
| Глава городского округа       | Игорь Годзиш       | 2015-2020       |
| Глава городского округа       | Дмитрий Морев      | 2020-н.в.       |

## Экономика

### Строительство
В начале 1960-х годов ассигнования на жилищное строительство в городе резко выросли. К примеру, в 1961 году построено и заселено 187 тысяч метров квадратных жилой площади, что на 43 тысяч квадратных метров больше, чем за два предыдущих года. Кроме того, на 1 января в стадии строительства находились 242 дома, площадью в 150 тысяч м², но в городе всё равно ощущалась острая нехватка жилья.
Самые большие изменения произошли после визита летом 1962 года генерального секретаря ЦК КПСС и председателя Совета министров СССР Хрущёва Никиты Сергеевича. Решение о застройке Мурманска и Архангельска стало стартом строительства первых каменных зданий северной типовой серии. Началась эра крупнопанельного домостроения, способного решить главную проблему того времени — переселение из ветхого жилфонда. Тогда, в начале 1960-х годов, во всех городах строились десятки тысяч квадратных метров жилья по образцу 9-го квартала Новых Черёмушек.
Была проведена реконструкция центра, строительство площади Ленина и главной магистрали — улицы Энгельса (ныне Воскресенская улица).
С тех пор прошло более полувека. Работы для строителей непочатый край и не только в увеличении объёмов строительства, нужна реконструкция старого жилищного фонда, до сих пор не решена проблема расселения из ветхого жилья.
На 1 августа 2004 года в городе было 849 домов ветхих и непригодных для проживания, на 1 июля 2011 года из 3956 многоквартирных деревянных домов 1357 — ветхие.

### Промышленность
Здесь сосредоточены предприятия лесной (Лесозавод 25), рыбодобывающей (Архангельский траловый флот и РК Согра) и рыбоперерабатывающей промышленности (Архангельский траловый флот, Рыбокомбинат "Беломорье", Архангельский водорослевый комбинат, ИП Дубинин), машиностроения (Соломбальский машиностроительный завод), судоремонта (бывший завод «Красная кузница», действующее предприятие «Архангельская ремонтно-эксплуатационная база флота»).
В городе зарегистрировано 7700 частных предприятий, 2200 из них крупные и средние.
Ведущая роль в промышленности принадлежит лесной отрасли.
Лесопромышленные предприятия выпускают свыше 40 процентов общего объёма продукции, производимой в городе. Пиломатериалы, бумага, картон, целлюлоза, а также рыба до сих пор остаются основой торговли Архангельска с другими регионами России и странами Запада.
Объём отгруженных товаров собственного производства за 2009 год составил 12,0 млрд рублей.
Основной поставщик тепло- и электроэнергии: Архангельская ТЭЦ.

## Транспорт
Архангельск — один из крупнейших транспортных узлов северо-запада России. В городе начинаются важные железнодорожная и автомобильная магистрали, имеются крупные морской и речной порты, аэропорты Васьково и Архангельск (Талаги), автовокзал.

### Автомобильный транспорт
Архангельск — важный центр автомобильных перевозок. Он является конечным пунктом федеральной автотрассы «Холмогоры» М8 с ответвлениями на Северодвинск и международный аэропорт Архангельск (Талаги). Это единственная дорога, которая связывает город с центром России, по которой вывозится лес, продукция деревообработки и ввозится продовольствие, потребительские товары и т. п.
Имеется автомобильная дорога, соединяющая Архангельск с Котласом и одновременно соединяющая федеральные автодороги А123 и М8. Участок имеет название «М-8 Холмогоры — Котлас». Планируется передать его в федеральную собственность.
Автомобильная дорога в Санкт-Петербург проходит через Каргополь и представляет собой цепочку из нескольких дорог регионального значения. Ведётся её реконструкция, а в перспективе предполагается строительство новой федеральной автодороги.
Альтернативная дорога берёт начало в Брин-Наволоке, следует через Плесецк, Каргополь, вологодскую Вытегру, а также пройдёт через Карелию и Ленинградскую область. Планируется, что после реконструкции и строительства отдельных участков дороги путь из Архангельска в северную столицу сократится на 350 км. Всего весь проект оценивается в 2,8 млрд руб.

### Водный транспорт
На территории порта Архангельск находятся 3 грузовых района: аванпорты Экономия и Бакарица (морской торговый порт) и морской речной порт (пассажирский). Через последний осуществляются рейсы на острова в черте города, а также на Соловецкие острова и другие населённые пункты. В будущем планируется развитие глубоководного порта Бакарица, уже началось углубление дна Северной Двины. Грузооборот порта на 2022 год — 6,6 миллионов тонн.

### Воздушный транспорт
Аэропорт Архангельск (Талаги), открытый 5 февраля 1963 года, обслуживает федеральные (Москва, Санкт-Петербург, Сочи, Мурманск, Нарьян-Мар, Калининград, Казань, Череповец, Мурманск) и международные регулярные и чартерные рейсы в Турцию (Анталия). Расположен в 11 км от города, в Талажском авиагородке.
К югу от Архангельска находится аэропорт местных воздушных линий Васьково. Рейсы, в основном, выполняются на самолётах Ан-2 и Л-410 в удалённые и труднодоступные населённые пункты Архангельской области и Ненецкого автономного округа (Мезень, Нижняя Пёша, Летняя Золотица, Койнас, Вижас, Ома и др.)

### Железнодорожный транспорт
Архангельск является конечным пунктом главного хода Северной железной дороги. На его территории расположены железнодорожные станции Архангельск-Город, Исакогорка, Бакарица, Жаровиха. 
Отправляются поезда в Москву, Санкт-Петербург, Анапу, Адлер, Новороссийск, Минск, Котлас, Карпогоры, Смоленск. Прицепные пассажирские вагоны в Мурманск, Севастополь.
Железнодорожные вокзалы: Архангельск-Город и Исакогорка.

### Городской транспорт
В 1916 году открыто трамвайное движение. Архангельский трамвай долгое время был самым северным в мире. Троллейбус пущен в 1974 году. В 2004 году трамвай ликвидирован с обещанием компенсировать его утрату развитием троллейбусного движения. Однако вслед за трамвайным постепенно было закрыто и троллейбусное движение (в 2006—2007 годах и окончательно в 2008 году). Архангельск стал одним из крупнейших в Европе и крупнейшим в России городом без электротранспорта и оставался таким до 2009 года, когда подобная ситуация повторилась в более крупной Тюмени. В 2010 году обсуждался вопрос о возрождении троллейбуса, но конкретных решений не было принято, восстановление троллейбусного сообщения не состоялось.
По состоянию на 2025 год действует 30 городских автобусных маршрутов. Все перевозки с начала 2010-х годов по осуществляются только частными перевозчиками. Модельный ряд используемых ими автобусов представлен только газовыми автобусами МАЗ-206.948, Lotos-105, ЛиАЗ-5292.67, КАвЗ-4270-82, МАЗ-203.948, ПАЗ-3204 Vector Next. Примерно до 2008 года на внутригородских маршрутах активно использовались автобусы ЛиАЗ-5256.36, Икарус-260 и Икарус-263 (несколько Икарусов различных модификаций эксплуатировались до 1 мая 2020 года на закрытых с того же дня маршрутах 81, 83 и 88), а также списанные в Европе в 1990-е годы автобусы (например,Volvo B10M).
Часть перевозок (в основном пригородных и междугородных) осуществляется микроавтобусами (экспресс-варианты существующих маршрутов в Северодвинск и Новодвинск) и автобусами большого класса.
| Модель                                           | МАЗ-203.948 | МАЗ-206.948 | Lotos-105 | ПАЗ-3204 «Vector Next» | ЛиАЗ-5292.67 | КАвЗ-4270-82 |
| ------------------------------------------------ | ----------- | ----------- | --------- | ---------------------- | ------------ | ------------ |
| Приблизительное количество действующих автобусов | 21          | 151         | 35        | 2                      | 41           | 2            |

Основными центрами отправления и транзита городских и междугородных маршрутов являются:
- Морской речной вокзал (МРВ; площадь Профсоюзов),
- Железнодорожный вокзал станции Архангельск-Город (ЖДВ; площадь 60-летия Октября, проспект Дзержинского),
- Автовокзал (проспект Дзержинского, Привокзальный микрорайон).

Для связи с островными территориями города в период навигации работает водный общественный транспорт — теплоходы. Ведётся строительство нового речного вокзала на набережной Северной Двины.

### Мосты Архангельска
Поскольку Архангельск расположен в устье и по обоим берегам Северной Двины, на его территории расположено большое количество мостов. Среди них:
- Северодвинский мост («Старый мост»),
- Краснофлотский мост («Новый мост»),
- Кузнечевский мост в Соломбалу,
- Железнодорожный, наплавной и трубопроводный мосты через реку Кузнечиху,
- Мост через реку Юрас,
- Мост через реку Лодьму,
- Мост через реку Волживку,
- Соломбальские и Маймаксанские мосты (в том числе деревянные пешеходные) — мосты через реки Соломбалку, Повракулку, Долгую Щель, Ваганиху.
- Мосты на набережной Северной Двины
- Мост через остров Шилов, утраченный после войны

## Образование и наука
В Архангельске функционируют 200 образовательных учреждений.
В их числе 54 средние общеобразовательные школы и несколько высших учебных заведений:
государственные:
- Северный (Арктический) федеральный университет имени М. В. Ломоносова (образованного на базе Архангельского государственного технического университета и впоследствии присоединённого Поморского государственного университета имени М. В. Ломоносова),
- Северный государственный медицинский университет,
- Арктический морской институт имени В. И. Воронина — филиал Государственной морской академии имени С. О. Макарова,
- филиал Санкт-Петербургского государственного института культуры;

негосударственные:
- Институт управления,
- Филиал Современной гуманитарной академии,
- Институт новых форм обучения (ИНФО)

## Здравоохранение
Государственное бюджетное учреждение здравоохранения «Арха́нгельская областна́я клини́ческая больни́ца» — головное многопрофильное лечебно-профилактическое учреждение Архангельской области.
Первая городская клиническая больница им. Е. Е. Волосевич 

## Культура
Архангельск — культурно-историческая столица Поморья, центр поморской культуры, северных традиций и истории. На территории города расположено большое количество учреждений культуры: театров, библиотек, музеев, кинотеатров, филармония, осуществляют деятельность творческие коллективы.
Кроме того, имеется ряд развлекательных клубов, парков и скверов, парк аттракционов «Потешный двор».

### Театры, дворцы культуры и кинотеатры
- Архангельский театр драмы имени М. В. Ломоносова.
- Архангельский молодёжный театр.
- Архангельский театр кукол.
- Поморская филармония.
- Дворец спорта профсоюзов (открыт 25 апреля 1981 года)
- Молодёжный культурный центр «Луч» (бывший кинотеатр «Луч», открыт 6 февраля 1950 года).
- Культурный центр «Северный».
- Областной центр дополнительного образования (Дворец пионеров).
- Ломоносовский ДК.
- Архангельский городской культурный центр (ДК строителей).
- Культурный центр «Соломбала-Арт» (ДК судоремонтного завода «Красная кузница»).
- Культурный центр «Норд» (бывший кинотеатр «Октябрь»).
- Культурный центр «Маймакса».
- Исакогорско-Цигломенский культурный центр (после объединения культурного центра «Бакарица» и культурного центра «Цигломень» в 2019 году).
- Архангельский государственный цирк (закрыт в 1989 году).

Из кинотеатров советского времени действует «Русь» (открыт 22 февраля 1977 года). Также имеется сеть кинотеатров «Мираж Синема» (залы в торгово-развлекательных центрах «Титан Арена», «Европарк» и «Макси»).
Закрытые кинотеатры:
- «Мир» (открыт в 1958 году, c 2000 года на реконструкции),
- «Север» (открыт 10 февраля 1950 года на базе электротеатра «Эдисон»; работал до 1991 года, c 1996 года здание кинотеатра было передано государственному музейному объединению «Художественная культура Русского Севера»),
- «Искра» (кинотеатр открыт 25 ноября 1967 года, 6 декабря 2016 года состоялся последний киносеанс. Здание снесено в 2019 году, на его месте возводится жилой комплекс),
- «Революция» (кинотеатр открыт 23 января 1929 года и работал до конца 1980-х годов),
- «Заря» (кинотеатр открыт 24 апреля 1971 года, в настоящее время в здании бывшего кинотеатра расположен торговый комплекс).

### Библиотеки
Действуют 5 библиотек:
- Архангельская областная научная библиотека имени Н. А. Добролюбова,
- научная библиотека САФУ,
- городская централизованная библиотечная система,
- областная детская библиотека имени А. П. Гайдара,
- центральная городская библиотека имени М. В. Ломоносова.

### Музеи
Работает ряд музеев, как самостоятельных, так и входящих в государственное музейное объединение «Художественная культура Русского Севера»:
- Архангельский областной краеведческий музей (основан в 1837 году, содержит богатые естественно-научные и археологические коллекции; документы, отражающие архитектурную «биографию» города (старинные планы, карты, виды, фотографии и рисунки исчезнувших ныне памятников), историю освоения Севера и исследования Арктики; народная резьба по дереву, холмогорская резная кость, старопечатные и рукописные книги);
- государственное музейное объединение «Художественная культура Русского Севера»
  - Архангельский музей изобразительных искусств (основан в 1960 году, хранит коллекции северных русских икон XVI—XVIII вв., древнерусской полихромной скульптуры, народного искусства: вышивка, северные деревянные, меховые, глиняные игрушки; русской живописи, графики, скульптуры);
  - музей художественного освоения Арктики им. А. А. Борисова (открыт в 2008 году);
  - дом-музей художника и сказочника С. Г. Писахова (открыт 18 мая 2008 года в здании, являющемся памятником архитектуры XIX века под названием «Торговое здание купца А. Н. Буторова»; с сентября 2011 года из-за разрушения фундамента был закрыт на ремонтно-восстановительные работы; открыт с марта 2021 года с обновлённой и дополненной экспозицией, один из залов которой посвящён писателю Борису Шергину[109]);
  - старинный особняк на набережной (первая экспозиция представлена 9 сентября 1998 года);
  - усадебный дом Е. К. Плотниковой;
- Архангельский литературный музей (основан в 1992 году);
- государственный Северный морской музей (основан в 1970-е годы моряками Северного морского пароходства);
- музей авиации Севера (открыт 6 февраля 1981 года);
- музей истории Архангельского тралового флота (основан в 1974 году);
- музей истории медицины Европейского севера (основан в 2005 году в здании Северного государственного медицинского университета);
- музей Северного (Арктического) федерального университета (открыт 29 апреля 2015 года);
- музей леса имени А. Ф. Заволожина (основан в 1996 году);
- частный музей камня «Самоцветы»;
- ратный музей;
- частный музей автомобильной и мотоциклетной техники (Выставочный зал мототехники; открыт 4 ноября 2017 года).

Вблизи Архангельска, на территории Приморского района расположен государственный музей деревянного зодчества и народного искусства «Малые Корелы», крупнейшее в России собрание памятников деревянного зодчества под открытым небом (открыт с 1973 года). В посёлке Уемском, недалеко от города находится музей народных промыслов и ремёсел Приморья (основан 1 апреля 1992 года).
В 50 минутах полёта от Архангельска находится комплекс памятников Соловецкого музея-заповедника, который внесён в список Всемирного наследия ЮНЕСКО и в Государственный свод особо ценных объектов культурного наследия народов Российской Федерации.

### Творческие коллективы
В городе осуществляют деятельность:
- Поморская филармония,
- ансамбль песни и пляски «Сиверко»,
- государственный академический Северный русский народный хор,
- детский образцовый цирк «Весар» (основан в конце 1980-х годов в Карпогорах, в Архангельске с 1997 года).
- образцовый хореографический ансамбль «Дружба»

### Мероприятия
Архангельск — крупный центр событийной и фестивальной культуры:
- с 1990 года в неделю, предшествующую дню города, молодёжный театр проводит международный фестиваль уличных театров. Первый фестиваль был организован театром, когда тот оказался без помещения, и продолжает проводиться театром, имеющим уже своё здание и статус государственного. В 1992 году архангельский фестиваль был включён в программу ЮНЕСКО «Всемирное десятилетие развития культуры» и получил лейбл ЮНЕСКО. Приезжают театральные коллективы и артисты из разных стран. Всё действие, в основном, проходит на набережной Северной Двины. С 2004 года ежегодно театром проводится международный музыкально-театральный фестиваль «Европейская весна»[111];
- ежегодно широко празднуется масленица, готовятся блины, проходят народные гуляния. В Соломбале сжигается чучело, которое символизирует зиму.;
- ежегодно (с мая 1946 года) проводится легкоатлетическая майская эстафета, с июня 1984 года ежегодно проходит международный марафон мира «Гандвик»;
- ежегодно (с 1996 года) на ледовом поле р. Кузнечихи проходит традиционный спортивно-технический праздник «Северные виражи»;
- ежегодно (с сентября 2002 года) проводится Маргаритинская ярмарка, одно из крупнейших торговых мероприятий на Северо-Западе России;
- с 2005 года на проспекте Чумбарова-Лучинского 4 ноября зажигаются огни на новогодней ёлке;
- ежегодно осенью (с января 1995 года) проводится всероссийский рок-фестиваль «Беломор-Буги»[112];
- ежегодно (с 1995 по 1999 годы и с 2014 года) проводится всероссийский рок-фестиваль «Оттепель»;
- ежегодно (с 1982 года) в конце сентября — в первой половине октября проходит международный фестиваль «Дни джаза»;
- c 2005 года ежегодно в апреле проводится международный фестиваль «Апрельские джазовые тезисы»;
- ежегодно (с мая 2006 года) проводится международный музыкальный фестиваль «Архангельск Блюз»;
- ежегодно на острове Краснофлотском (с 2012 года) проходит рок-фестиваль «Остров»;
- с июня 2014 года на острове Краснофлотском ежегодно проходит рок-фестиваль под открытым небом «Мост»;
- ежегодно (с 2006 года) проводится международный фестиваль гармони «Сметанинские встречи», названный в честь выдающегося гармониста, уроженца Архангельской области Сергея Сметанина;
- ежегодно (с 2012 года) проводится Северный арт-фестиваль «Тайбола» — межрегиональный молодёжный культурно-экологический волонтёрский фестиваль на открытом воздухе;
- ежегодно (с 2012 года) в Архангельске проводится фестиваль духовой музыки «Дирекцион-Норд»;
- в 2007 году прошёл Всероссийский театральный фестиваль имени Ф. Абрамова «Родниковое слово», с 2010 года фестиваль проводится один раз в два года;
- с 2008 года проходит международный фестиваль любительских и профессиональных фильмов и программ «Берегиня. Вместе в будущее!»;
- в январе 2017 года впервые состоялся Всероссийский фестиваль-конкурс хореографического творчества «Сияние Арктики». Фестиваль планируется сделать ежегодным;
- в декабре 2017 года в Архангельске прошёл первый международный кинофестиваль стран Арктики «Arctic Open»;
- в мае 2018 года в Архангельске состоялся первый фестиваль морского флота Арктики;
- с 2001 по 2004 годы проводился ежегодный фестиваль телевизионного художественного кино «Сполохи»;
- в 2000—2001 годах проводились XI и XII международный фестиваль актёров кино «Созвездие».
- с 2002 года ежегодно в день Святого Макария (7 августа) на территории музея «Малые Корелы» проводится праздник колокольного звона[113].

Актом сакрализации свадебного обряда является пересечение семи мостов с условием, что через последний седьмой мост жених несёт невесту на руках, как правило, таковым становится мост через бывший водоотводной канал по улице Логинова, рядом с мостом в 2009 году установлен памятник Петру и Февронии.

## Достопримечательности
Центральные улицы города: набережная Северной Двины, проспекты Троицкий, Чумбарова-Лучинского, Ломоносова, Обводный Канал, улицы Воскресенская, Поморская, площади Ленина и Профсоюзов.
На территории города расположены памятники истории и архитектуры XVIII—XX веков, старейший из которых — укреплённый Гостиный двор. Из новейших строений известность получил деревянный дом высотой 38 метров, самостоятельно построенный жителем Соломбалы Николаем Сутягиным. Дом был признан сенсацией года на конференции «Деревянное строительство в северных городах», проходившей в норвежском городе Тронхейме, его планировали занести в Книгу рекордов Гиннесса как самое высокое деревянное здание в мире. Снесён по решению суда в 2008 году.
На пешеходной улице Чумбарова-Лучинского можно найти памятники, посвящённые произведениям Степана Писахова.

## Храмы Архангельска
Русская православная церковь
- Свято-Ильинский кафедральный собор на Городском кладбище[116].
- Церковь Всех святых на Вологодском кладбище.
- Никольская церковь на набережной у Поморской улицы (построена в 1904 году).
- Успенская церковь на набережной у ул. Логинова (была разрушена после революции, воссоздана по мотивам оригинального проекта в 2000-х).
- Троицкая церковь на набережной у Комсомольской улицы.
- Домовый храм Св. прав. Иоанна Кронштадтского при ПГУ им. М. В. Ломоносова (просп. Ломоносова, 4).
- Храм в честь Св. блаж. Ксении Петербургской (Маймакса).
- Храм в честь Св. Мартина Исповедника (Соломбала).
- Храм в честь Св. благ. князя Александра Невского на Ленинградском проспекте, у Краснофлотского моста (Варавино).
- Храм в честь Св. Тихона (Первых Пятилеток).
- Храм в честь преп. Сергия Радонежского (Исакогорка).
- Подворье Соловецкого монастыря на набережной.
- Храм в честь Св. мч. Антония архиеп. Архангельского (остров Краснофлотский).
- Михайло-Архангельский кафедральный собор на набережной (у морского-речного вокзала) и пл. Профсоюзов.

Другие конфессии
- Новоапостольская церковь (ул. Карла Маркса, 33).
- Лютеранская кирха Святой Екатерины (ныне камерный зал Поморской филармонии).
- Церковь Адвентистов Седьмого Дня (пр. Ленинградский, 42).
- Мечеть. В данный момент здание передано религиозной организации «Нур Ислам», ожидается реставрация[117].
- Церковь Евангельских христиан баптистов

Утраченные
- Троицкий кафедральный собор.
- Воскресенская церковь (разрушена после революции, на месте церкви построено здание главпочтамта).
- Церковь во имя Св. Первоверховных Апостолов Петра и Павла (Маймакса, о. Бревенник. на месте этой церкви находился спортзал школы № 54, который разобрали в 2007 году

## Средства массовой информации

### Радиовещание
На территории Архангельска осуществляется эфирное вещание ряда федеральных радиостанций. Кроме того, в городе представлены местные радиовещательные компании: «Поморье», «Регион 29», "Уездное радио".
- 87,9 FM — Радио ENERGY[118]
- 89,6 FM — Радио Русский Хит[118]
- 90,0 FM — Новое Радио
- 90,8 FM — Вести FM[119][120]
- 91,2 FM — Уездное радио
- 91,6 FM — Радио Искатель
- 99,9 FM — Детское радио[118]
- 100,8 FM — Love Radio[14]
- 101,2 FM — Радио Дача
- 101,6 FM — Авторадио
- 102,0 FM — Радио России / Радио Поморье
- 102,8 FM — Европа Плюс
- 103,4 FM — Дорожное радио
- 103,8 FM — Русское радио
- 104,2 FM — Жара FM
- 104,7 FM — Наше радио
- 105,4 FM — Ретро FM
- 106,0 FM — Радио Маяк
- 106,4 FM — Mega FM
- 107,4 FM — Регион 29

### Телевизионное вещание
Телевизионное вещание в городе представлено основными федеральными телеканалами, а также местными компаниями: «Поморье» (филиал ВГТРК) и обязательным общедоступным региональным телеканалом «Регион 29» (ранее телеканал «Правда Севера»). 03 июня 2019 года в Архангельской области прошла так называемая «третья волна отключения» аналогового телевизионного вещания. Телевизионные общероссийские общедоступные каналы, входящие в состав Первого (РТРС-1) и Второго (РТРС-2) мультиплексов прекратили вещание в аналоговом формате. Каналы не входящие в состав мультиплексов вещание в аналоге продолжили:
- Первый канал
- НТВ
- Россия 1 / ГТРК Поморье
- Россия 24 / ГТРК Поморье
- ТВ Центр
- РЕН ТВ 4 Архангельское Телевидение
- Солнце
- Первый мультиплекс РТРС-1 (эфирное цифровое вещание)
- Второй мультиплекс РТРС-2 (эфирное цифровое вещание)
- ГТРК Поморье — с 9 ноября 2017 года ограниченная сеткой вещания трансляция в составе Первого мультиплекса (РТРС-1) на телеканале Россия 1
- ГТРК Поморье — с 9 ноября 2017 года ограниченная сеткой вещания трансляция в составе Первого мультиплекса (РТРС-1) на телеканале Россия 24 (вещание в кабельных и IPTV-сетях с 20:00 до 21:00 по будням на частотах Россия 24, производится ГТРК Поморье, до осени 2015-го — Точка А)
- Телеканал «Регион 29» (ранее «Правда Севера») — с 29 ноября 2019 года ограниченная сеткой вещания трансляция в составе Первого мультиплекса (РТРС-1) на телеканале ОТР; круглосуточное вещание в кабельных сетях Ростелеком, МТС, Ионит-телеком, АТК и других.[121]

### Печатные издания
В городе издаётся большое количество газет и журналов, в их числе:
- Газеты: «Правда Севера», «Архангельск», «Моряк Севера», «Рыбак Севера», «Речник Севера» (первый номер вышел в свет 2 апреля 1933 года, газета прекратила своё существование в 1996 году), «Бизнес-класс Архангельск», «Северный Меркурий», «Губерния», «Курьер Беломорья», «Мегаполис», «Правда Северо-Запада», «PRoпаганда», «Архангельск — город воинской славы».
- Журналы: «Поморская столица», «Архангельская старина», Magazine, «ЖЖ» (закрылся в 2009 г.), «7 мостов», «Мир глазами ребёнка», «Настроение», «Уютный дом», «Ваша формула здоровья», Plus, «Вмашине», «Лос-Ангельск»

## Телекоммуникации
В городе действуют семь операторов сотовой связи: «МегаФон», «МТС», «Билайн», «Tele2 Россия», виртуальный оператор «Yota» (работает на сетях «МегаФон») и виртуальный оператор «Ростелеком» (работает на сетях «Tele2 Россия»). Также присутствуют компании, предоставляющие услуги домашнего телевидения и широкополосного доступа в интернет: «Ростелеком»; «Архангельская телевизионная компания „АТК“»; «Домашний интернет „Билайн“».

## Спорт
Основные виды спорта, развиваемые в Архангельске: лыжные гонки, волейбол, лёгкая атлетика, плавание, регби, американский футбол,чирлидинг, хоккей с мячом, конькобежный спорт, шахматы, парусный спорт, флорбол, тхэквондо, настольный теннис. На площади Профсоюзов расположен дворец спорта, несколько стадионов, плавательных бассейнов, скалодром.
Основные спортивные сооружения:
- стадионы: «Труд», «Динамо», «Буревестник», «Волна» (Соломбала), «Юность» (Соломбала), стадион ДЮСШ-6 (Северный округ);
- бассейны: «Водник» (50 м), спортивный корпус САФУ (25 м), центр дополнительного образования (25 м), бассейн «ФСК имени А. Ф. Личутина» в Северном округе (25 м);
- парусный центр «Норд» в Соломбале.
- центр развития спорта «Норд Арена» — многофункциональный спортивный комплекс, включающий в себя бассейн (25 м), современный спортивный зал, позволяющий проводить одновременно до трёх волейбольных матчей, тренажёрный зал и т. д.

Профессиональный клуб «Водник» (с 1925 года) — команда по хоккею с мячом.
В 1965, 1999 и 2003 годах Архангельск принимал чемпионат мира по хоккею с мячом.
В 2013 году в городе создан клуб по американскому футболу «Лесорубы», участвующий в Первой Лиге Восточно-европейской Суперлиги.

## Международные отношения
В Архангельске имеется почётное консульство Норвегии (Поморская ул., 16).

### Города-побратимы
| Страна    | Город-побратим            | Год установления связи |
| --------- | ------------------------- | ---------------------- |
| США       | Портленд                  | 18 ноября 1988         |
| Норвегия  | Вардё                     | 23 февраля 1989        |
| Польша    | Слупск                    | 26 июня 1989           |
| Германия  | Эмден                     | 22 ноября 1989         |
| Франция   | Мюлуз                     | 13 марта 1992          |
| Финляндия | Оулу                      | 3 июня 1993            |
| Греция    | Пирей                     | 28 февраля 1995        |
| Швеция    | Кируна                    | 9 августа 1999         |
| Швеция    | Юсдаль                    | 27 октября 2004        |
| Грузия    | Сухум                     | 6 июня 2011            |
| Норвегия  | Тромсё                    | 7 июля 2011            |
| Россия    | Нарьян-Мар                | 2011                   |
| Израиль   | Ашдод                     | 25 июня 2012           |
| Армения   | Джермук                   | 2018                   |
| Беларусь  | Октябрьский район (Минск) | 27 декабря 2022        |
| Беларусь  | Витебск                   | 18 мая 2023            |